# Frýdlantský betlém
Frýdlantský betlém je výtvor místního rolníka Gustava Simona (17. června 1873 – 24. prosince 1953) o rozměrech 4,15 × 2 metry. Vystaven je v roubené chalupě čp. 357 ve Frýdlantě. Celá scéna narození Ježíše Krista je zasazena do místní krajiny na pozadí Jizerských hor. Objekty betléma jsou vyrobeny z lepenky a ze dřeva. Nejprve sice byly všechny figurky statické, ale později došlo k zabudování hodinového stroje, díky čemuž se jednotlivé postavy začaly pohybovat. Po dokončení obsahuje betlém celkem 130 figur a zvířat, které se prostřednictvím provazových šňůr pohybují, a vedle toho ještě dalších 50 figurek statických.